# میلاد خدایی اصل
میلاد خدایی اصل (زادهٔ ۲۴ مهر ۱۳۶۹) بازیکن فوتبال اهل ایران است. وی سابقه بازی برای باشگاه مس کرمان و ماشین‌سازی در لیگ برتر خلیج فارس و نفت مسجدسلیمان را دارد. وی در فصل ۱۴۰۲-۱۴۰۳ بعنوان کاپیتان مس کرمان معرفی شد.